# Баровки
„Баровки“ (на английски: Clueless) е американска тийнейджърска комедия от 1995 г., написан и режисиран от Ейми Хекърлинг, продуциран от Скот Рудин и Робърт Лорънс, участват Алисия Силвърстоун, Стейси Даш, Британи Мърфи, Пол Ръд и Дан Хедая. Той е свободно базиран на романа „Ема“ на Джейн Остин през 1815 г., с модерна обстановка от Бевърли Хилс.
Филмът е заснет 40 дни в Калифорния. Премиерата на филма е в Съединените щати на 19 юли 1995 г. от „Парамаунт Пикчърс“ и печели 56.1 млн. долара. Получава позитивни отзиви от критката и е считан за един от най-добрите тийнейджърски филми за всички времена. Филмът е последван от спин-оф сериал и поредица от книги.

## Актьорски състав
| Актьор             | Роля                        |
| ------------------ | --------------------------- |
| Алисия Силвърстоун | Шер Хоровиц                 |
| Стейси Даш         | Дион Дейвънпорт             |
| Британи Мърфи      | Тай Фрейзър                 |
| Пол Ръд            | Джош Лукас                  |
| Дан Хедая          | Мелвин Хоровиц, баща на Шер |
| Елиза Донован      | Амбър Мариенс               |
| Джъстин Уокър      | Крисчън Стовиц              |
| Уолъс Шоун         | господин Уендъл Хол         |
| Туинк Каплан       | госпожа Тоби Гейст          |
| Джули Браун        | треньор Мили Строгър        |
| Доналд Фейсън      | Мъри Дювал                  |
| Брекин Майър       | Травис Биркънсток           |
| Джеръми Систо      | Елтън Тиския                |
| Никол Билдърбак    | Съмър Хан                   |
| Шон Холанд         | Лорънс                      |